# Brzozowica (Sobienie Biskupie)
Brzozowica – część wsi Sobienie Biskupie w Polsce, położona w województwie mazowieckim, w powiecie otwockim, w gminie Sobienie-Jeziory.
W latach 1975–1998 Brzozowica administracyjnie należała do województwa siedleckiego.